# Primož Trubar
Primož Trubar (8 juin 1508 - 28 juin 1586) est un réformateur protestant carnolien. Il est fondateur et premier superintendant de l'Église protestante de la Slovénie, unificateur de la langue slovène et auteur du premier livre imprimé en slovène.

## Éléments de biographie et œuvres

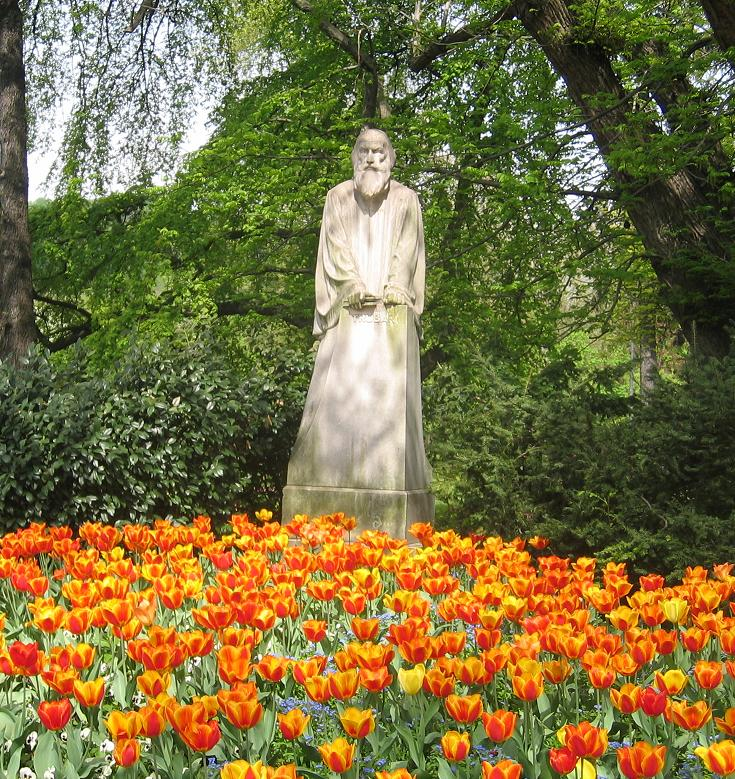
Statue de Primož Trubar à Ljubljana

Trubar grandit dans le village Rašica (ou Raščica, Račca ou Rastčica), près de la ville slovène actuelle de Velike Lašče, puis en Autriche. Durant les années 1520-1521 il va à l'école à Rijeka. Entre 1522 et 1524 il continue sa formation à Salzbourg. À Trieste, sous le tutorat de l'évêque Pietro Bonomo (it), il fréquente les auteurs humanistes, en particulier Érasme de Rotterdam. En 1528 il s'inscrit à l'université de Vienne, mais ne termine pas ses études. En 1530 il revient en Slovénie et devient prédicateur. Il s'oriente progressivement vers le protestantisme et, en 1547, est expulsé de Ljubljana.
C'est alors qu'il est prédicateur protestant à Rothenburg qu'il écrit le Katekizem (Catéchisme) et l'Abecednik (Abécédaire), qui, édités ensemble en 1550 à Tübingen, forment alors le premier livre en slovène. Au cours des années suivantes, il écrit environ 25 livres en slovène, le plus important étant la traduction du Nouveau Testament.
Trubar meurt et est enterré à Derendingen, qui fait maintenant partie de la ville de Tübingen.

## Commémorations
En 1986, la télévision slovène a produit une série dirigée par Andrej Strojan, dans laquelle Trubar a été incarné par Polde Bibič, acteur slovène populaire au théâtre et au cinéma.
En 2010, le Parlement slovène a décrété que le 8 juin, date présumée de la naissance de Trubar, serait un jour de célébration nationale.
Il est représenté sur un billet de 10 tolars datant du 15 janvier 1992.
Primož Trubar est aussi représenté sur deux pièces slovènes en euros :
- la pièce slovène d'un euro, à son effigie ;
- une pièce commémorative de deux euros émise en mai 2008, célébrant le 500e anniversaire de sa naissance.